# Heliocheilus confertissima
Heliocheilus confertissima là một loài bướm đêm thuộc họ Noctuidae. Nó được tìm thấy ở miền bắc Châu Phi tới Trung Đông, bao gồm Ả Rập Xê Út, Iran và Oman.